# Українська Народна Громада
Украї́нська Народна Громада (УНГ) — українська політична партія консервативного напряму. Об'єднувала переважно землевласників та колишніх військових. Була створена у Києві в кінці березня 1918 року. Сприяла П. Скоропадському у його приході до влади. Підтримувала тісні стосунки з УДХП.

## Опис
Основними суспільно-політичними орієнтирами програма вважала компроміс у соціальних і національних питаннях при збереженні демократичних свобод. Програма висувала і обґрунтовувала нову концепцію нації, яка базувалася на територіальному патріотизмі, вела до поступової українізації русифікованих верств населення України. Рішення аграрного питання повинно було відбуватися через розділ землі, держава брала на себе повноваження щодо відчуження землі великих власників за помірною ціною, та передачу її у власність за викуп малоземельним селянам, в першу чергу козакам.
Оскільки основу організації повинні були складати земельні власники, П. Скоропадський спеціально зустрівся з лідером Союзу земельних власників. Більшість членів «Союзу» не розділяло програмних положень УНГ, особливо в аграрному питанні. Однак положення про відчуження землі залишилося в програмі організації, бо це була необхідна поступка середнім і дрібним землевласникам, на підтримку яких розраховував П. Скоропадський. До складу УНГ входило близько 500 чоловік в Києві і провінції
В програмі партії були окреслені основи державного ладу, який повинен був встановлений в Україні в результаті державного перевороту. В питаннях національно-державного будівництва програма схилялася до створення сильної влади в особі гетьмана. Новий уряд передбачалося створити у формі диктатури з сильною владою, без народного представицтва принайні на перший час. Кандидатами на посаду гетьмана вважалися Є. Чикаленко, М. Міхновський та П. Скоропадський. Кандидатура Є. Чикаленка, багатого поміщика і відомого громадського діяча, незабаром відпала через небажання самого кандидата.
Фактично доля Центральної Ради, УНР та її уряду була вирішена на нараді 24 квітня 1918 р., що відбулася в резиденції начальника штабу німецьких військ в Україні генерала Гренера. Німецький посол в Україні барон Мум, австрійський посол граф Форгач, військові аташе разом з командуванням окупаційними військами остаточно вирішили питання про кандидатуру майбутнього диктатора. Перевагу віддали П. Скоропадському.
Були вироблені також попередні умови, які він мав визнати:
1. В часи перебування австро-угорських і німецьких військ на Україні ніяка українська армія не може формуватися. Може тримати винятково лише поліцейські відділи за порозумінням з обома командуваннями.
2. Для всіх злочинів супроти союзних військ установлюються німецькі й австро-угорські польові суди. Українська юстиція має бути забезпечена проти терору політичних організації.
3. 3 усіх державних установ мають бути усунені неблагонадійні елементи. Всі земельні та інші надзвичайні комітети мають бути розпущені й замінені нормальними державними або земельними органами.
4. Якщо в Україні нема військових, судових законів, то вони мають, бути замінені відповідними законами центральних держав.
5. Всі розпорядження, що гальмують торгівлю харчовими і сирими продуктами, мають бути скасовані на користь Австро-Угорщини та Німеччини. Особливо має бути допущена вільна торгівля під сильним контролем союзників і українського уряду, а всі заборони вивозу й залізничний контроль мають бути скасовані. Має бути встановлений один спільний контроль на кордоні.
6. Аграрне питання має бути розв'язане через відновлення приватної власності й виплату за розділену між ними землю. В інтересах здатності сільського господарства до експорту великі земельні господарства мають бути збережені до певних, зазначених в законі меж.
7. Фінанси й валютне питання мають регулюватися на основі взаємного порозуміння.

## Доля партії
В середині квітня 1918 року УГП налагодила стосунки з німецьким командуванням в Україні і при його допомозі розробила та здійснила державний переворот 29 квітня. Після нього партія припинила своє існування.